# Harold T. Johnson

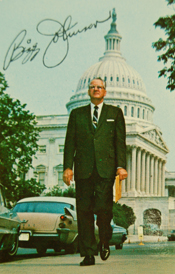
Harold T. Johnson

Harold Terry Johnson (* 2. Dezember 1907 in Broderick, Yolo County, Kalifornien; † 16. März 1988 in Roseville, Kalifornien) war ein US-amerikanischer Politiker. Zwischen 1959 und 1981 vertrat er den Bundesstaat Kalifornien im US-Repräsentantenhaus.

## Werdegang
Harold Johnson besuchte die öffentlichen Schulen seiner Heimat und studierte danach an der University of Nevada in Reno. Später leitete er die Firma Pacific Fruit Express Co. Er war auch Bezirksvorsitzender der Gewerkschaft Brotherhood of Railway Clerks. Gleichzeitig begann er als Mitglied der Demokratischen Partei eine politische Laufbahn. Er bekleidete in seiner Heimat einige lokale Ämter. Zwischen 1941 und 1949 war er Bürgermeister von Roseville. Von 1945 bis 1949 leitete er auch die American River Development League, eine Organisation, die sich mit dem Ausbau der Flüsse befasste. Zwischen 1949 und 1959 gehörte er dem Senat von Kalifornien an. In den Jahren 1956, 1960 und 1964 war er Delegierter zu den jeweiligen Democratic National Conventions.
Bei den Kongresswahlen des Jahres 1958 wurde Johnson im zweiten Wahlbezirk von Kalifornien in das US-Repräsentantenhaus in Washington, D.C. gewählt, wo er am 3. Januar 1959 die Nachfolge von Clair Engle antrat. Nach zehn Wiederwahlen konnte er bis zum 3. Januar 1983 elf Legislaturperioden im Kongress absolvieren. Seit 1975 vertrat er dort als Nachfolger von Donald H. Clausen den ersten Distrikt seines Staates. In seine Zeit im Kongress fielen unter anderem der Vietnamkrieg und die Watergate-Affäre sowie die Endphase der Bürgerrechtsbewegung. Von 1977 bis 1981 war Johnson Vorsitzender des Verkehrsausschusses. Im Jahr 1980 wurde er nicht wiedergewählt.
Nach seinem Ausscheiden aus dem Kongress zog sich Harold Johnson aus der Politik zurück. Er starb am 16. März 1988 in Roseville.